# Giuditta di Nantes
Giuditta, in francese Judith de Nantes (... – 1063), fu Contessa consorte di Cornovaglia dal 1030 circa al 1058 e contessa di Nantes dal 1051 circa alla sua morte.

## Origine
Giuditta, secondo l'Ex Chronico Briocensi, era figlia del conte di Nantes, Judicael di Nantes, discendente dai conti di Nantes e della sua eventuale moglie di cui non si conoscono né il nome né gli ascendenti.
Judicael di Nantes, secondo La chronique de Nantes, era il figlio illegittimo primogenito del conte di Vannes e di Nantes e duca di Bretagna (dal 960 al 981), Hoel I, a sua volta figlio illegittimo primogenito del conte di Vannes e di Nantes e duca di Bretagna, Alano II Barbatorta, e della sua amante (come ci conferma anche lo storico bretone, Guy Alexis Lobineau, nel suo Histoire de Bretagne, Tome I), Giuditta († dopo il 952), di cui non si conoscono gli ascendenti, come ci conferma anche il documento n° XXXIX de La chroniques de nantes.

## Biografia
Nel 1026 circa, Giuditta ancora secondo il Ex Chronico Briocensi, sposò Alano Canhiart, che lo storico francese, Arthur de La Borderie, nel documento n° VIII del suo Recueil d'actes inédits des ducs et princes de Bretagne (XIe, XIIe, XIIIe siècles), lo cita come figlio del conte di Cornovaglia e vescovo di Quimper, Benedetto di Cornovaglia e della moglie Guinodeon, di cui non si conoscono gli ascendenti.
Ii matrimonio viene confermato anche da un documento del Cartulaire de l´abbaye de Sainte-Croix de Quimperlé, datato 1029, in cui Alano e Giuditta sono citati come marito e moglie.
Il documento n° VIII del Recueil d'actes inédits des ducs et princes de Bretagne (XIe, XIIe, XIIIe siècles), datato circa 1030, si riferisce alla fondazione di un monastero da parte del padre di Alano, Benedetto, in cui vengono citati anche Alano Canhiart, la moglie, Giuditta ed il figlio, Hoel.
Negli anni successivi troviamo Giuditta citata in due donazioni fatte dal marito Alano: la prima è riferita al documento n° XLVIII del Cartulaire de l'abbaye de Landevenec Arthur de La Borderie; la seconda è riferita al documento n° IX del Cartulaire de l´abbaye de Sainte-Croix de Quimperlé.
Nel 1051, alla morte del suo giovane nipote, Mattia, conte di Nantes, che era senza eredi, Giuditta gli succedette nel titolo e suo marito Alano prese possesso della contea.
Nel 1058, Giuditta rimase vedova: il Chronicon Kemperlegiense riporta la morte di Alano in quell'anno, mentre il Chronici Fragmentum del Cartulaire de l´abbaye de Sainte-Croix de Quimperlé che Alano morì 30 anni dopo aver costruito l'abbazia di Sainte-Croix a Quimperlé e fu sepolto nella cappella della Beate Virginis Marie adiacente alla chiesa di Saint-Corentin di Quimper. 

Ad Alano, come conte di Cornovaglia succedette il figlio primogenito Hoel, che dovette governare anche la contea di Nantes, di cui era erede, in quanto Giuditta sempre secondo il Chronici Fragmentum del Cartulaire de l´abbaye de Sainte-Croix de Quimperlé si ritirò in un monastero, vivendo come una suora.
Giuditta morì nel 1063, come riporta il Chronicon Kemperlegiense (Iudith Comitissa Cornugalliæ) ed anche il Cartulaire de l´abbaye de Sainte-Croix de Quimperlé (Iudith Comitissa Cornugalliæ) e fu tumulata nella chiesa di Saint-Guingalois.

## Discendenti
Alano da Giuditta ebbe sette figli:
- Hoel[1][17] ( † 13 aprile 1084), duca di Bretagna
- Orguen o Agnese ( † dopo il 1056), che aveva sposato il primo Conte di Penthièvre e duca reggente di Bretagna. Oddone I di Penthièvre, come risulta dal documento di donazione n° DCLXXVII del Cartulaire de l´abbaye de Saint-Aubin d'Angers, tome II, redatto tra il 1056 stesso ed il 1060[18].
- Budic[19] ( † 1091 secondo il documenton° LXII del Cartulaire de l´abbaye de Sainte-Croix de Quimperlé[20])
- Quiriac ( † 1076/8), vescovo di Nantes
- Benedetto[13] ( † 2 gennaio 1115), vescovo di Quimper e vescovo di Nantes.
- Una femmina, che, in seconde nozze, sposò Normanno, signore di Montrebel
- Hodierne[6], badessa.

### Fonti primarie
- (LA)  La chroniques de nantes.
- (LA)  Recueil d'actes inédits des ducs et princes de Bretagne (XIe, XIIe, XIIIe siècles) di Arthur Le Moyne de La Borderie.
- (LA)  Cartulaire de l'abbaye de Landevenec / publié pour la Société archéologique du Finistère par Arthur de La Borderie.
- (LA)  Cartulaire de l´abbaye de Saint-Aubin d'Angers, tome II.
- (LA)  Rerum Gallicarum et Francicarum Scriptores, tomus XII.
- (LA)  Cartulaire de l'abbaye de Redon en Bretagne.
- (LA)  Cartulaire de l´abbaye de Sainte-Croix de Quimperlé.
- (LA)  Stephani Baluzii Miscellaneorum, Liber I.

### Letteratura storiografica
- Louis Halphen, "La Francia dell'XI secolo", cap. XXIV, vol. II (L'espansione islamica e la nascita dell'Europa feudale) della Storia del Mondo Medievale, 1999, pp. 770–806.
- (FR)  Lobineau, G. A. (1707) Histoire de Bretagne (Paris), Tome I.
- (FR)  La chroniques de nantes.